# Kielmy (województwo pomorskie)
Kielmy (niem. Köllmen) – osada w Polsce położona w województwie pomorskim, w powiecie sztumskim, w gminie Stary Dzierzgoń. Wieś wchodzi w skład sołectwa Stare Miasto.
W latach 1975–1998 miejscowość administracyjnie należała do województwa elbląskiego.
Wieś wzmiankowana w dokumentach z 1353, jako wieś pruska na 13 włókach. Pierwotna nazwa Kelmem najprawdopodobniej wywodzi się języka pruskiego, w którym "kelmis" oznacza kapelusz. W 1782 we wsi odnotowano 6 domów (dymów), natomiast w 1858 w pięciu gospodarstwach domowych było 53 mieszkańców. W latach 1937–1939 populacja liczona była łącznie z miejscowością Prakwice. W 1973 jako majątek Kielmy należały do powiatu morąskiego, gmina Stary Dzierzgoń, poczta Stare Miasto.